# Rudolf Krause
Rudolf Krause (Reichenbach im Vogtland, 1907. március 30. – Reichenbach im Vogtland, 1987. április 11.) német autóversenyző.

## Pályafutása
Egyike volt azon kevés kelet-német autóversenyzőknek, akik rajthoz álltak a Formula–1-es világbajnokságon. 1952-ben és 1953-ban részt vett a német nagydíjon. Az 52-es futamon nem ért célba, míg 53-ban tizennegyedik lett, két kör hátrányban a győztes Giuseppe Farina mögött.
Pályafutása alatt elindult több, a világbajnokság keretein kívül rendezett Formula–1-es versenyen is.

## Eredményei

### Teljes Formula–1-es eredménysorozata
(Táblázat értelmezése)

(Félkövér: pole-pozícióból indult; dőlt: leggyorsabb kört futott) 

| Év   | Csapat        | Modell | Motor   | 1   | 2   | 3   | 4   | 5   | 6      | 7      | 8   | 9   | Helyezés | Pont |
| ---- | ------------- | ------ | ------- | --- | --- | --- | --- | --- | ------ | ------ | --- | --- | -------- | ---- |
| 1952 | Rudolf Krause | BMW    | Reif    | SUI | 500 | BEL | FRA | GBR | GER Ki | NED    | ITA |     | -        | 0    |
| 1953 | Dora Greifzu  | BMW    | Greifzu | ARG | 500 | NED | BEL | FRA | GBR    | GER 14 | SUI | ITA | -        | 0    |